# Little Houghton (Northamptonshire)
Little Houghton es un pueblo y una parroquia civil del distrito de South Northamptonshire, en el condado de Northamptonshire (Inglaterra).

## Demografía
Según el censo de 2001, Little Houghton tenía 367 habitantes (177 varones y 190 mujeres). 47 de ellos (12,81%) eran menores de 16 años, 278 (75,75%) tenían entre 16 y 74, y 42 (11,44%) eran mayores de 74. La media de edad era de 46,94 años. De los 320 habitantes de 16 o más años, 63 (19,69%) estaban solteros, 193 (60,31%) casados, y 64 (20%) divorciados o viudos. 193 habitantes eran económicamente activos, 190 de ellos (98,45%) empleados y otros 3 (1,55%) desempleados. Había 12 hogares sin ocupar y 183 con residentes.
| 389                         | 422 | 501 | 539 | 566 | 558 | - | - | 510 | 504 | 433 | 414 | 422 | 415 | - | 442 | 409 |
| (Fuente: Vision of Britain) |     |     |     |     |     |   |   |     |     |     |     |     |     |   |     |     |